# ユー・アンド・ユア・ハンド
「ユー・アンド・ユア・ハンド」（原題:U + Ur Hand）は、2004年に発表されたアメリカ合衆国の歌手P!NKの4作目のスタジオ・アルバム『アイム・ノット・デッド』からのサード・シングルとしてリリースされた楽曲。またこの楽曲は、2005年7月にインターネット上にリークされた5曲の楽曲のうちのひとつである。「ユー・アンド・ユア・ハンド」は、ヨーロッパとオーストラリアでのリリースののち、その他のいくつかの国では2006年8月28日にリリースされた。この楽曲のシングル・リリースの成功により、アメリカ合衆国では『アイム・ノット・デッド』のセールス回復にも繋がっている。
アメリカ合衆国の総合シングルチャートBillboard Hot 100での最高順位は9位で、この楽曲「ユー・アンド・ユア・ハンド」はアルバムからのシングルでは最も成功を収めた楽曲となった。